# Olaszország az 1936. évi téli olimpiai játékokon
Olaszország a németországi Garmisch-Partenkirchenben megrendezett 1936. évi téli olimpiai játékok egyik részt vevő nemzete volt. Az országot az olimpián 7 sportágban 40 sportoló képviselte, akik érmet nem szereztek.

## Alpesisí
Férfi
| Versenyző          | Versenyszám | Lesiklás      | Lesiklás      | Lesiklás      | Műlesiklás | Műlesiklás | Műlesiklás | Műlesiklás | Műlesiklás | Műlesiklás | Műlesiklás | Összesítés | Összesítés |
| Versenyző          | Versenyszám | Lesiklás      | Lesiklás      | Lesiklás      | 1. futam   | 1. futam   | 2. futam   | 2. futam   | Össz.      | Össz.      | Össz.      | Összesítés | Összesítés |
| Versenyző          | Versenyszám | Idő           | Pont          | Hely.         | Idő        | Hely.      | Idő        | Hely.      | Idő        | Pont       | Hely.      | Pont       | Helyezés   |
| ------------------ | ----------- | ------------- | ------------- | ------------- | ---------- | ---------- | ---------- | ---------- | ---------- | ---------- | ---------- | ---------- | ---------- |
| Vittorio Chierroni | Összetett   | 5:20,0        | 89,81         | 12.           | 1:33,4     | 20.        | 1:50,8     | 29.        | 3:24,2     | 71,79      | 27.        | 80,80      | 18.        |
| Adriano Guarnieri  | Összetett   | 5:26,4        | 88,05         | 13.           | 1:28,5     | 12.        | 1:50,1     | 28.        | 3:18,6     | 73,82      | 25.        | 80,94      | 17.        |
| Cinto Sertorelli   | Összetett   | 5:05,0        | 94,23         | 9.            | 1:19,3     | 3.         | 1:30,1     | 13.        | 2:49,4     | 86,54      | 7.         | 90,39      | 7.         |
| Rolando Zanni      | Összetett   | nem ért célba | nem ért célba | nem ért célba | kiesett    | kiesett    | kiesett    | kiesett    | kiesett    | kiesett    | kiesett    | kiesett    | kiesett    |

Női
| Versenyző        | Versenyszám | Lesiklás | Lesiklás | Lesiklás | Műlesiklás | Műlesiklás | Műlesiklás | Műlesiklás | Műlesiklás | Műlesiklás | Műlesiklás | Összesítés | Összesítés |
| Versenyző        | Versenyszám | Lesiklás | Lesiklás | Lesiklás | 1. futam   | 1. futam   | 2. futam   | 2. futam   | Össz.      | Össz.      | Össz.      | Összesítés | Összesítés |
| Versenyző        | Versenyszám | Idő      | Pont     | Hely.    | Idő        | Hely.      | Idő        | Hely.      | Idő        | Pont       | Hely.      | Pont       | Helyezés   |
| ---------------- | ----------- | -------- | -------- | -------- | ---------- | ---------- | ---------- | ---------- | ---------- | ---------- | ---------- | ---------- | ---------- |
| Frida Clara      | Összetett   | 6:16,8   | 80,79    | 16.      | 1:38,1     | 11.        | 1:35,1     | 10.        | 3:13,2     | 73,55      | 9.         | 77,17      | 12.        |
| Iseline Crivelli | Összetett   | 7:24,4   | 68,50    | 27.      | 2:04,0     | 26.        | kizárták   | kizárták   | kiesett    | kiesett    | kiesett    | kiesett    | kiesett    |
| Nives Dei Rossi  | Összetett   | 7:03,2   | 71,93    | 24.      | 1:51,8     | 19.        | 2:04,3     | 24.        | 3:56,1     | 60,19      | 22.        | 66,06      | 24.        |
| Paula Wiesinger  | Összetett   | 5:55,2   | 85,70    | 10.      | 1:54,4     | 20.*       | 2:07,8     | 26.        | 4:02,2     | 58,67      | 24.        | 72,19      | 16.        |

* - egy másik versenyzővel azonos eredményt ért el

## Bob
| Versenyző                                                              | Versenyszám | 1. futam | 1. futam | 2. futam      | 2. futam      | 3. futam | 3. futam | 4. futam | 4. futam | Összesítés | Összesítés |
| Versenyző                                                              | Versenyszám | Idő      | Hely.    | Idő           | Hely.         | Idő      | Hely.    | Idő      | Hely.    | Idő        | Helyezés   |
| ---------------------------------------------------------------------- | ----------- | -------- | -------- | ------------- | ------------- | -------- | -------- | -------- | -------- | ---------- | ---------- |
| Antonio Brivio Carlo Soldini                                           | Kettes      | 1:33,38  | 19.      | 1:27,85       | 18.           | 1:25,78  | 5.       | 1:24,20  | 9.       | 5:51,21    | 12.        |
| Edgardo Vaghi Dario Poggi                                              | Kettes      | 1:30,03  | 10.      | 1:25,66       | 13.           | 1:29,04  | 11.      | 1:26,29  | 14.      | 5:51,02    | 11.        |
| Antonio Brivio Carlo Soldini Emilio Dell'Oro Raffaele Manardi          | Négyes      | 1:26,96  | 12.      | 1:22,46       | 7.            | 1:20,98  | 6.       | 1:20,67  | 7.       | 5:31,07    | 10.        |
| Francesco de Zanna Ernesto Franceschi Uberto Gillarduzzi Amedeo Angeli | Négyes      | 1:23,02  | 5.       | nem ért célba | nem ért célba | kiesett  | kiesett  | kiesett  | kiesett  | kiesett    | kiesett    |

## Északi összetett
| Versenyző        | Sífutás | Sífutás | Sífutás | Síugrás    | Síugrás    | Síugrás  | Síugrás  | Síugrás | Síugrás | Összesítés | Összesítés |
| Versenyző        | Sífutás | Sífutás | Sífutás | 1. ugrás   | 1. ugrás   | 2. ugrás | 2. ugrás | Össz.   | Össz.   | Összesítés | Összesítés |
| Versenyző        | Idő     | Pont    | Hely.   | Távolság   | Pont       | Távolság | Pont     | Pont    | Hely.   | Pont       | Helyezés   |
| ---------------- | ------- | ------- | ------- | ---------- | ---------- | -------- | -------- | ------- | ------- | ---------- | ---------- |
| Severino Menardi | 1:20:34 | 211,0   | 5.      | 37,5       | 77,5       | 40,0     | 79,8     | 157,3   | 40.     | 368,3      | 20.        |
| Andrea Vuerich   | 1:25:01 | 186,7   | 14.     | nem indult | nem indult | kiesett  | kiesett  | kiesett | kiesett | kiesett    | kiesett    |

## Jégkorong
| Olasz férfi jégkorongcsapat-játékoskeret                                               | Olasz férfi jégkorongcsapat-játékoskeret                                           | Olasz férfi jégkorongcsapat-játékoskeret |
| -------------------------------------------------------------------------------------- | ---------------------------------------------------------------------------------- | ---------------------------------------- |
| - Gianmario Baroni - Ignazio Dionisi - Augusto Gerosa - Mario Maiocchi - Camillo Mussi | - Franco Rossi - Giovanni Scotti - Decio Trovati - Carlo Zucchini - Mario Zucchini |                                          |

### Eredmények
Csoportkör
B csoport
| Csapat           | M | Gy | D | V | G+ | G– | Gk | P |
| ---------------- | - | -- | - | - | -- | -- | -- | - |
| Egyesült Államok | 3 | 2  | 0 | 1 | 5  | 2  | +3 | 4 |
| Németország      | 3 | 2  | 0 | 1 | 5  | 1  | +4 | 4 |
| Svájc            | 3 | 1  | 0 | 2 | 1  | 5  | –4 | 2 |
| Olaszország      | 3 | 1  | 0 | 2 | 2  | 5  | –3 | 2 |

| 1936. február 7. | Németország (GER) | 3 – 0 (1–0, 1–0, 1–0) | Olaszország | Garmisch-Partenkirchen |

|  |  |  |  |  |
|  |  |  |  |  |
|  |  |  |  |  |
|  |  |  |  |  |

| 1936. február 8. | Egyesült Államok (USA) | 1 – 2 (0–0, 0–0, 1–1, 0–0, 0–1) | Olaszország | Garmisch-Partenkirchen |

|  |  |  |  |  |
|  |  |  |  |  |
|  |  |  |  |  |
|  |  |  |  |  |

| 1936. február 9. | Svájc (SUI) | 1 – 0 (0–0, 1–0, 0–0) | Olaszország | Garmisch-Partenkirchen |

|  |  |  |  |  |
|  |  |  |  |  |
|  |  |  |  |  |
|  |  |  |  |  |

| Csapat      | Helyezés |
| ----------- | -------- |
| Olaszország | 11.      |

## Műkorcsolya
| Versenyző                     | Versenyszám | Helyezési pontszámok bírónként | Helyezési pontszámok bírónként | Helyezési pontszámok bírónként | Helyezési pontszámok bírónként | Helyezési pontszámok bírónként | Helyezési pontszámok bírónként | Helyezési pontszámok bírónként | Helyezési pontszámok bírónként | Helyezési pontszámok bírónként | Több. hely. száma | Hely. össz. | Pont | Helyezés |
| Versenyző                     | Versenyszám | 1                              | 2                              | 3                              | 4                              | 5                              | 6                              | 7                              | 8                              | 9                              | Több. hely. száma | Hely. össz. | Pont | Helyezés |
| ----------------------------- | ----------- | ------------------------------ | ------------------------------ | ------------------------------ | ------------------------------ | ------------------------------ | ------------------------------ | ------------------------------ | ------------------------------ | ------------------------------ | ----------------- | ----------- | ---- | -------- |
| Anna Cattaneo Ercole Cattaneo | Páros       | 12,0                           | 11,0                           | 12,0                           | 10,0                           | 7,0                            | 7,0                            | 14,0                           | 11,0                           | 9,0                            | 6×11+             | 93,0        | 81,8 | 9.       |

## Sífutás
| Versenyző                                                           | Versenyszám     | Eredmény | Helyezés |
| ------------------------------------------------------------------- | --------------- | -------- | -------- |
| Giulio Gerardi                                                      | 18 km           | 1:21:25  | 19.      |
| Severino Menardi                                                    | 18 km           | 1:20:34  | 16.      |
| Raffaele Nasi                                                       | 18 km           | 1:32:12  | 52.      |
| Vincenzo Demetz                                                     | 18 km           | 1:20:06  | 13.      |
| Vincenzo Demetz                                                     | 50 km           | 3:56:47  | 16.      |
| Giovanni Kasebacher                                                 | 50 km           | 3:53:08  | 13.      |
| Giacomo Scalet                                                      | 50 km           | 4:01:54  | 22.      |
| Tobia Senoner                                                       | 50 km           | 3:57:16  | 17.      |
| Giulio Gerardi Severino Menardi Vincenzo Demetz Giovanni Kasebacher | 4 × 10 km váltó | 2:50:05  | 4.       |

## Síugrás
| Versenyző    | 1. ugrás   | 1. ugrás   | 1. ugrás   | 2. ugrás | 2. ugrás | 2. ugrás | Összesítés | Összesítés |
| Versenyző    | Távolság   | Pont       | Hely.      | Távolság | Pont     | Hely.    | Pont       | Helyezés   |
| ------------ | ---------- | ---------- | ---------- | -------- | -------- | -------- | ---------- | ---------- |
| Mario Bonomo | nem indult | nem indult | nem indult | kiesett  | kiesett  | kiesett  | kiesett    | kiesett    |
| Bruno da Col | 59,0       | 87,8       | 39.*       | 61,0     | 91,8     | 36.      | 179,6      | 37.        |

* - egy másik versenyzővel azonos eredményt ért el